# Jock Stein
John Stein, CBE (Burnbank, 5 de outubro de 1922 – Cardiff, 10 de setembro de 1985), mais conhecido como Jock Stein, foi um dos mais notáveis treinadores na história do futebol. Ele é mais conhecido por ter sido treinador do Celtic na conquista da Taça dos Campeões Europeus de 1966–67 (atual Liga dos Campeões da UEFA) e por ter treinado a Escócia. Comandou, também, Dunfermline Athletic, Hibernian e Leeds United.
Ele é lembrado por ser um dos grandes do quarteto mágico de treinadores escoceses, junto com Bill Shankly, Sir Matt Busby e Sir Alex Ferguson e foi votado como um dos grandes técnicos de futebol da Escócia.

## Carreira
Antes de se destacar no banco de reservas, Stein jogou como zagueiro em 3 clubes: Albion Rovers, Llanelli Association e Celtic, time pelo qual viria a ser campeão europeu em 1967. Uma persistente lesão no tornozelo forçou a aposentadoria de Stein, em 1957.

## Morte no banco

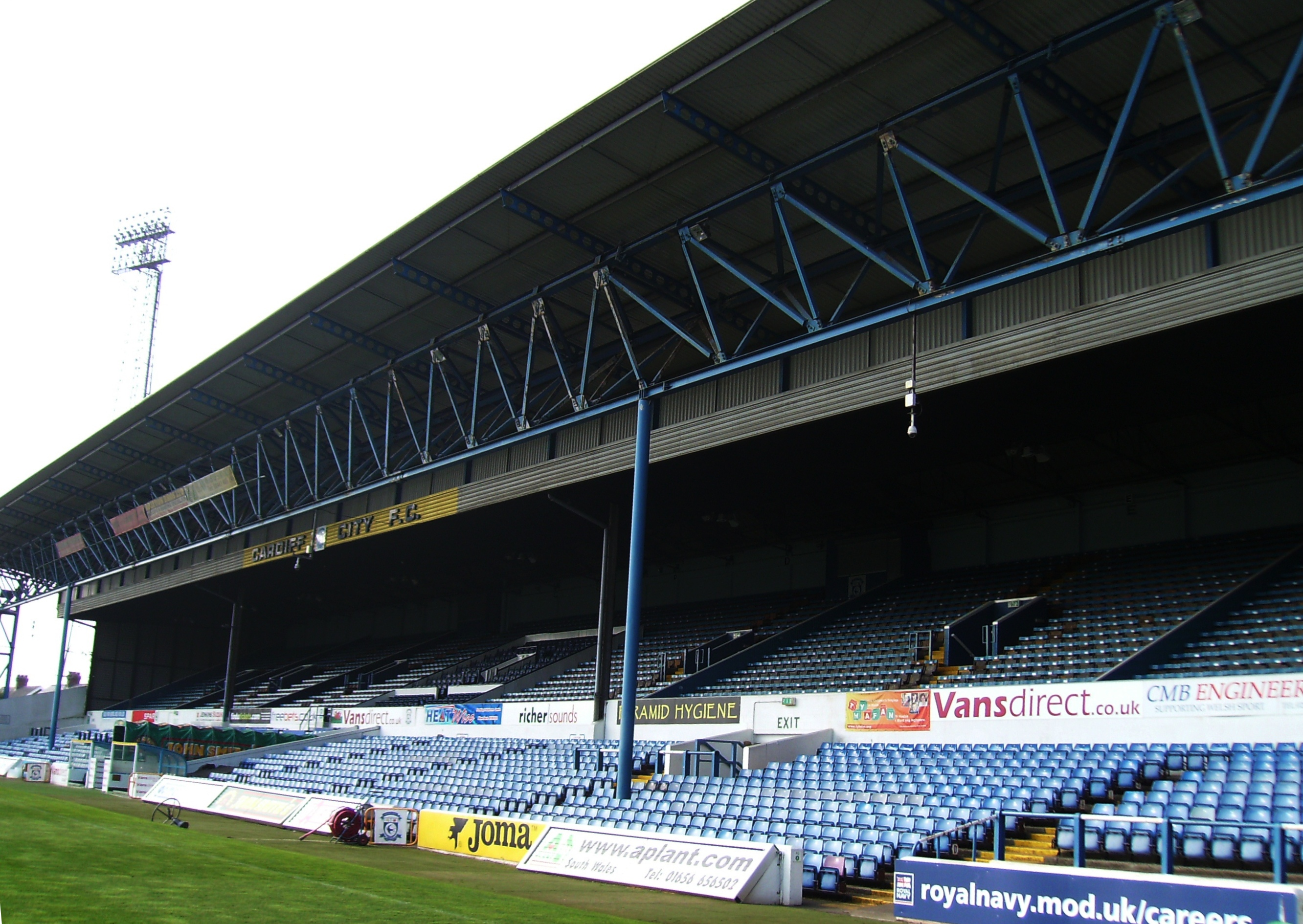
Ninian Park, estádio onde País de Gales e Escócia enfrentaram-se pela repescagem europeia das Eliminatórias da Copa de 1986.

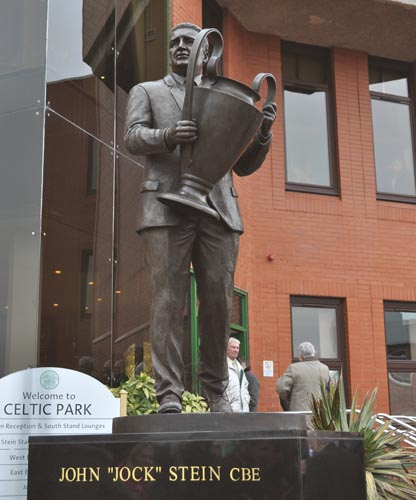
Estátua de Jock Stein.

Jock Stein morreu em 10 de setembro de 1985, durante o jogo da Escócia contra a País de Gales. Seu coração não aguentou às emoções do pega entre os escoceses e os galeses: a partida, disputada na casa do oponente, era uma disputa direta entre ambas as seleções por uma vaga na repescagem para a Copa de 1986, no ano seguinte. Stein caiu morto depois da partida. Ele tinha 62 anos de idade. O empate classificou os escoceses, que depois garantiriam presença no mundial ao passarem pela Austrália. O sucessor de Stein na seleção foi um ainda desconhecido Alex Ferguson.
Durante sua carreira como técnico Stein ganhou seis Copas da Liga Escocesa, dez Campeonatos Escoceses, nove Copas da Escócia e uma Copa Européia. Em homenagem a ele, o Celtic instalou uma estátua em bronze na entrada do Celtic Park.

## Títulos

### Como jogador
Celtic
- Campeonato Escocês: 1953–54
- Copa da Escócia: 1953–54
- Coronation Cup: 1953

### Como treinador
Dunfermline Athletic
- Copa da Escócia: 1960–61

 Celtic
- Liga dos Campeões da UEFA: 1966–1967
- Campeonato Escocês: 1965–66, 1966–67, 1967–68, 1968–69, 1969–70, 1970–71, 1971–72, 1972–73, 1973–74 e 1976–77
- Copa da Escócia: 1964–65, 1966–67, 1968–69, 1970–71, 1971–72, 1973–74, 1974–75 e 1976–77
- Copa da Liga Escocesa: 1965–66, 1966–67, 1967–68, 1968–69, 1969–70 e 1974–75
- Copa de Glasgow: 1966–67, 1967–68, 1969–70, 1974–75

## Campanhas de destaque

### Como treinador
Escócia
- Copa do Mundo de 1982: 15º lugar

 Celtic
- Copa Intercontinental: 1967 (2º lugar)
- Liga dos Campeões da UEFA: 1969–70 (2º lugar)

## Prêmios Individuais
- 17º Maior Treinador de Todos os Tempos da ESPN: 2013[1]
- 29º Maior Treinador de Todos os Tempos da World Soccer: 2013[2][3]
- 34º Maior Treinador de Todos os Tempos da France Football: 2019[4][5][6]